# Фабра, Игнацио
Игнацио Фабра (итал. Ignazio Fabra; 25 апреля 1930, Палермо, Италия — 13 апреля 2008, Генуя, Италия) — итальянский борец греко-римского стиля, двукратный серебряный призёр Олимпийских игр, чемпион мира, десятикратный чемпион Италии: семикратный в греко-римской борьбе (1950—1951, 1953—1954, 1956—1957, 1965) и трёхкратный в вольной борьбе (1952, 1954, 1963).

## Биография
Родился в Палермо в большой семье. Глухонемой от рождения. Начал заниматься борьбой у своего дяди в Палермо. Победил в первый раз на чемпионате Италии в 1950 году.
В 1951 году завоевал звание чемпиона Средиземноморских игр.
На летних Олимпийских играх 1952 года в Хельсинки боролся в наилегчайшем весе (до 52 килограммов). По регламенту турнира борец получал в схватках штрафные баллы. Набравший 5 штрафных баллов спортсмен выбывал из турнира. Титул оспаривали 17 борцов.
Игнацио Фабра, победив в пяти встречах, вышел в финал, где встретился с советским борцом Борисом Гуревичем, с которым они подошли к финалу с одинаковым количеством штрафных баллов. В финале Фабра сначала выигрывал, и мог спокойно доводить встречу до конца. Но на последних секундах схватки неправильно истолковал команду своего тренера (которая была подана жестами), пошёл в атаку и начал проводить бросок, спровоцированный Борисом Гуревичем. В ходе выполнения попался на контрприём, встал на мост и проиграл Гуревичу, завоевав серебряную медаль олимпийских игр. После поражения долго плакал в раздевалке, не выходя на подиум, и лишь тренер смог его успокоить.
| Круг  | Соперник           | Страна                                    | Результат          | Баллы  | Всего баллов | Время схватки |
| ----- | ------------------ | ----------------------------------------- | ------------------ | ------ | ------------ | ------------- |
| 1     | Эдмонд Фаур        | Франция                                   | Победа По очкам    | 3-0 −1 | -1           |               |
| 2     | Махмуд Омар Фаузи  | Египет                                    | Победа Туше        | 0      | -1           | 4:15          |
| 3     | Думитру Пырвулеску | Румыния                                   | Победа По очкам    | 3-0 −1 | -2           |               |
| 4     | Бенгт Юханссон     | Швеция                                    | Победа По очкам    | 3-0 −1 | -3           |               |
| 5     |                    |                                           |                    |        |              |               |
| 6     | Лео Хонкала        | Финляндия                                 | Победа По очкам    | 3-0 −1 | -4           |               |
| Финал | Борис Гуревич      | Союз Советских Социалистических Республик | Поражение По очкам | 0-3    |              |               |

В 1955 году стал чемпионом мира и на Олимпийские игры ехал в звании явного фаворита.
На летних Олимпийских играх 1956 года в Мельбурне боролся в наилегчайшем весе (до 52 килограммов). Регламент турнира в основном остался прежним. борец получал в схватках штрафные баллы. Набравший 5 штрафных баллов спортсмен выбывал из турнира. Титул оспаривали 11 борцов.
Фабра уверенно добрался до финала, однако с вывихом колена. Тем не менее, на схватку вышел, но травмированного борца положил на лопатки советский борец Николай Соловьёв.
| Круг  | Соперник           | Страна                                    | Результат       | Баллы  | Всего баллов | Время схватки |
| ----- | ------------------ | ----------------------------------------- | --------------- | ------ | ------------ | ------------- |
| 1     | Дурсун Али Эгрибаш | Турция                                    | Победа По очкам | 2-1 −1 | -1           |               |
| 2     | Дик Уилсон         | Соединённые Штаты Америки                 | Победа По очкам | 3-0 −1 | -2           |               |
| 3     | Иштван Баранья     | Венгрия                                   | Победа По очкам | 3-0 −1 | -3           |               |
| 4     | Думитру Пырвулеску | Румыния                                   | Победа По очкам | 3-0 −1 | -4           |               |
| Финал | Николай Соловьёв   | Союз Советских Социалистических Республик | Поражение Туше  |        |              |               |

На летних Олимпийских играх 1960 года в Риме боролся в наилегчайшем весе (до 52 килограммов). Регламент турнира в основном остался прежним, с некоторыми изменениями, а именно: за чистое поражение начислялись 4 штрафных балла, и набравший 6, а не 5, штрафных баллов спортсмен выбывал из турнира. Кроме того, был введён ничейный результат встречи с двумя штрафными баллами каждому спортсмену. Титул оспаривали 18 борцов.
Фабра снова добрался до финала, куда вышли шесть борцов, и все из них при определённых раскладах, имели шансы на золотую медаль. Фабра боролся в последней встрече, и если бы побеждал с любым счётом, становился бы чемпионом игр, причём победить ему надо было Думитру Пырвулеску, у которого он выигрывал на двух предыдущих играх. Однако на этот раз Пырвулеску сумел победить итальянца, что принесло Пырвулеску золотую медаль, а Фабру отбросило на пятое место.
| Круг  | Соперник           | Страна   | Результат          | Баллы | Всего баллов | Время схватки |
| ----- | ------------------ | -------- | ------------------ | ----- | ------------ | ------------- |
| 1     | Фриц Станге        | Германия | Победа По очкам    | -1    | -1           |               |
| 2     | Такаси Хирата      | Япония   | Победа По очкам    | -1    | -2           |               |
| 3     | Мориц Мевис        | Бельгия  | Победа По очкам    | -1    | -3           |               |
| 4     | Бенгт Фрёнфорсс    | Швеция   | Ничья              | -2    | -5           |               |
| Финал | Думитру Пырвулеску | Румыния  | Поражение По очкам |       |              |               |

В 1962 году завоевал серебряную медаль чемпионата мира, в 1963 году повторил успех. Также в 1963 году остался серебряными призёром Средиземноморских игр.
На летних Олимпийских играх 1964 года в Токио боролся в наилегчайшем весе (до 52 килограммов). Регламент турнира в основном остался прежним. Титул оспаривали 18 борцов.
На этих играх Фабра уже не добрался до финала. Победив в трёх и проиграв в одной встрече, Фабра набрал 6 штрафных баллов и из турнира выбыл.
| Круг | Соперник      | Страна                                    | Результат          | Баллы | Всего баллов | Время схватки |
| ---- | ------------- | ----------------------------------------- | ------------------ | ----- | ------------ | ------------- |
| 1    | Ристо Бьёрлин | Финляндия                                 | Победа По очкам    | -1    | -1           |               |
| 2    | Фуад Али      | Египет                                    | Победа По очкам    | -1    | -2           |               |
| 3    | Армаис Саядов | Союз Советских Социалистических Республик | Победа По очкам    | -1    | -3           |               |
| 4    | Рольф Лакур   | Германия                                  | Поражение По очкам | -3    | -6           |               |

В 1965 году был седьмым на чемпионате мира и оставил большой спорт. Трижды принимал участие в Сурдлимпийских играх, завоевал 5 медалей (2 золотых, 2 серебряных и 1 бронзовую).
Был тренером итальянской сборной глухих, которая завоевала золотую и две бронзовые награды на Сурдлимпийских играх 1969 года в Белграде (причём Фабра выступал и сам, и именно ему принадлежит золотая медаль) и две бронзовые медали в Мальмё в 1973 году. Затем работал спортивным функционером в спортивных организациях глухих.
Умер в 2008 году.